# The Two Columbines
The Two Columbines è un film del 1914, diretto da Harold M. Shaw.

## Trama
Vigilia di Natale. La signora delle pulizie del teatro, genitrice single, cerca di nascondere alla sua bambina il proprio sguardo triste mentre le mostra tutto ciò che può permettersi di regalarle per le festività: un misero alberello di Natale addobbato con la parsimonia che le dure condizioni le dettano. Poi racconta alla figlia che un tempo - ed eran tempi migliori - era lei stessa a ricoprire il ruolo di Colombina nel balletto-pantomima che era ancora in cartellone nel teatro; un infortunio in scena l'aveva costretta a chiudere la propria carriera di ballerina. La piccola va a letto, e la madre si reca al teatro, dove è in atto la prova generale per lo spettacolo natalizio dell'indomani.
Qui, il suo partner di una volta, Arlecchino, si esibisce con una seconda Colombina –con la quale, anche nella realtà, è fidanzato - e alla donna delle pulizie non fa certo bene assistere alle prove dello spettacolo di cui era stata protagonista. Intanto, a casa, la bambina si alza, sistema una calza sulla mensola del caminetto, poi si piazza con la sua bambola su una sedia ad aspettare l'arrivo di Babbo Natale, che arriva e la riempie di regali. Ma era solo un sogno.
La madre, finito il suo turno, torna a casa e decide di portare, quella notte stessa, la figlia all'interno del teatro, ora che le prove sono terminate, in modo da potere mostrarle almeno il maestoso albero di Natale adornato di ricchi doni che campeggia sul palcoscenico. Intanto Arlecchino, cambiatosi gli abiti, sta aspettando, all'esterno, sotto la neve, la sua Colombina, che si è attardata nel camerino dell'uomo per rammendargli il costume di scena. La signora delle pulizie indossa l'abito di scena che un tempo era il suo, accende i riflettori e comincia a danzare sul palco per mostrare alla figlia ciò che faceva una volta. Ma si interrompe più di una volta, lamentando dolori alla caviglia infortunata, e portandosi spesso una mano al petto: "Il duro lavoro e le privazioni hanno lasciato il segno", e si accascia al suolo.
Arlecchino è rientrato, e insieme a Colombina si accorge dell'accaduto e si accinge a portare soccorso: nulla da fare. La prima Colombina è morta. Un inserviente del teatro stacca una bellissima bambola dall'albero di Natale e la dà alla bambina, prima che la piccola venga portata dalla madre della Colombina superstite. Qui appaiono, non visti, i fantasmi di Babbo Natale e della signora delle pulizie, la prima Colombina, che ha un aspetto mesto ma nello stesso tempo sembra rincuorata nel vedere che qualcuno, magari dotato di mezzi più ampi dei suoi, si prenderà amorevolmente cura dell'orfanella.

## Distribuzione
Distribuito dalla Fenning, il film è uscito nelle sale cinematografiche britanniche  nel novembre 1914. Negli Stati Uniti The Two Columbines è uscito l'11 novembre 1914, distribuito dalla Cosmofotofilm Company.